# This Song
This Song (englisch für „Dieses Lied“) ist ein Lied von George Harrison, das dieser 1976 für sein Soloalbum Thirty Three & 1/3 aufnahm und das im November 1976 als Single A-Seite ausgekoppelt wurde.

## Hintergrund

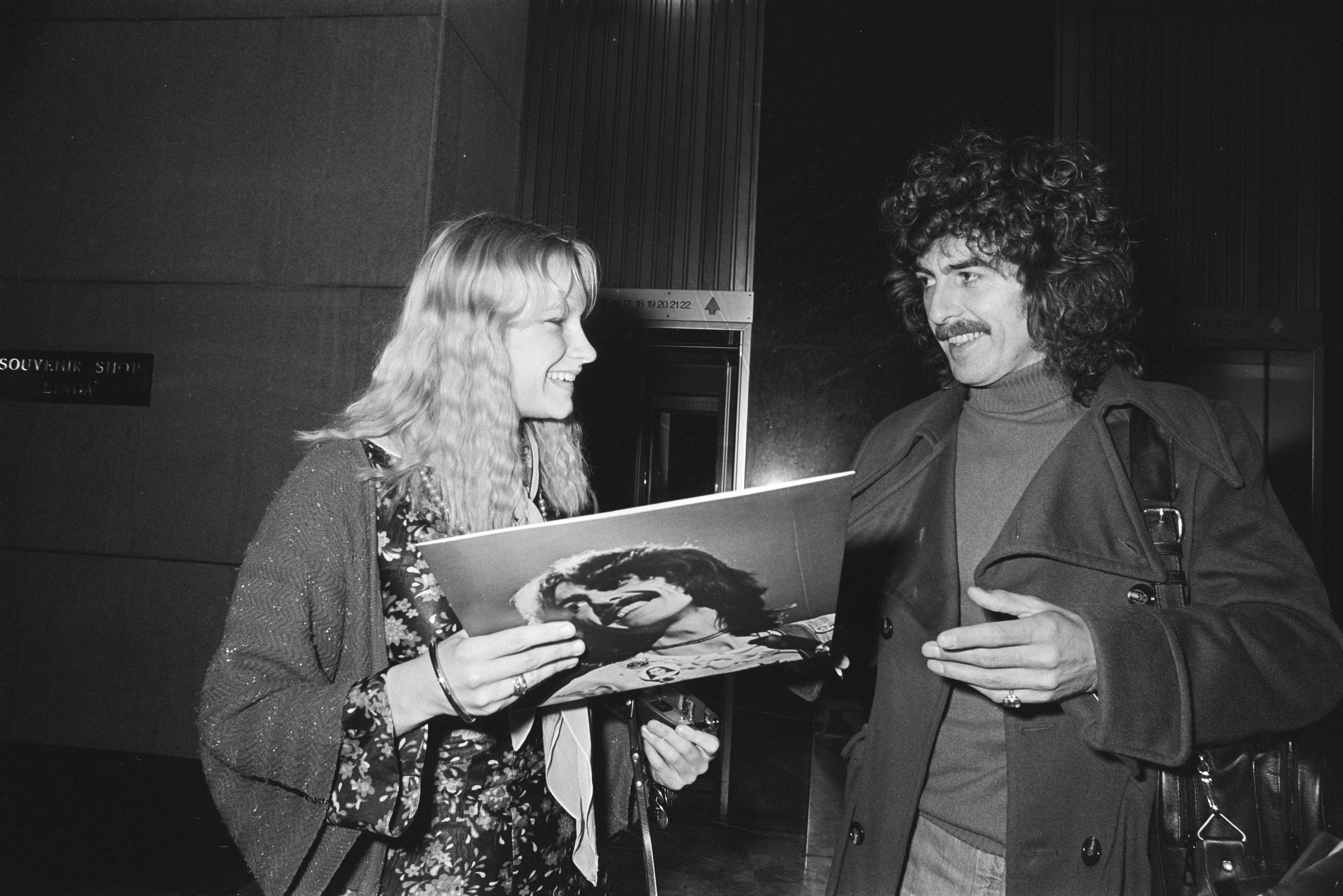
George Harrison vor dem Hilton Hotel Amsterdam, Februar 1977

This Song wurde im März 1976 geschrieben, nachdem Harrison eine Woche vor einem New Yorker Gericht verbracht hatte, um rechtlich zu erfahren, ob sein Hit My Sweet Lord von 1970 ein Plagiat von He's So Fine von The Chiffons ist. Harrison sagte vor Gericht über den Schaffensprozess aus. Richter Richard Owen entschied, dass es zwar einige Unterschiede zwischen den beiden Liedern gebe, die musikalische Natur der Lieder jedoch im Wesentlichen ähnlich sei. Er sagte, es sei "völlig offensichtlich", dass die Songs "praktisch identisch" seien.
Im September 1976 entschied Owen, dass Harrison des unbewussten Plagiats schuldig war, und ordnete ein weiteres Verfahren an, um Schadenersatz festzusetzen. Das Plagiatsurteil wurde in der Berufung bestätigt, so dass Harrison für Schadenersatz haftbar gemacht werden müsse.
Harrison schrieb This Song über seine Erfahrungen im Gerichtssaal. Er enthält die Zeilen "This song has nothing 'Bright' about it", eine Anspielung auf die Bright Tunes Music Corporation, den Kläger in diesem Fall. "Mein Experte sagt mir, dass es in Ordnung ist" und "Dieser Song ist nicht schwarz oder weiß, und soweit ich weiß, verletze ich nicht das Urheberrecht von irgendjemandem".
George Harrison schrieb in seinem Buch I Me Mine: „Nach dem Fall in New York wegen der 'He's So Fine'/'My Sweet Lord'-Affäre schrieb ich 'This Song'. Es war das Ende einer albtraumhaften Woche vor Gericht, in der sich alles um zwei Teile des Songs drehte ....Ich schrieb 'This Song' für ein bisschen Entspannung in dieser Komödie – und als eine Möglichkeit, die Paranoia über das Songwriting zu vertreiben, die sich in mir aufgebaut hatte. Ich verstehe immer noch nicht, warum die Gerichte nicht mit ähnlichen Fällen gefüllt sind – da 99% der populären Musik, die man hören kann, an irgendetwas erinnert.“
This Song beginnt mit einer Einleitung, die bewusst an zwei Hits von 1965 erinnerte, I Can’t Help Myself (Sugar Pie Honey Bunch) von den Four Tops und Rescue Me von Fontella Bass. Eric Idle von Monty Python bezog sich mit seinen gesprochenen Worten mitten im Song auf das bewusste Plagiat von This Song zu Beginn des Liedes: "Könnte 'Sugar Pie Honey Bunch' sein", "Nein, es klingt eher wie 'Rescue Me'!"

## Aufnahme
Die Aufnahmen für This Song fanden zwischen Mai und September 1976 in George Harrisons eigenem Friars Park Studio, Henley on Thames (F.P.S.H.O.T.), Oxfordshire statt. Ausführender Produzenten des Liedes war George Harrison und Tom Scott. Toningenieure waren Hank Cicalo, Kumar Shankar und Philipp McDonald.
Besetzung:
- George Harrison: Gesang, E-Gitarre, Tamburin
- Tom Scott: Saxophon
- Billy Preston: Klavier, Orgel
- Willie Weeks: Bassgitarre
- Alvin Taylor: Schlagzeug
- Eric Idle: Gesprochene Worte

## Musikvideo
Zeitgleich zum Erscheinen von This Song wurde ein Musikvideo veröffentlicht. Das Video wurde in einem Gerichtsgebäude in Los Angeles gedreht und persifliert die Plagiatsanhörung von 1976. Zu Beginn wird George Harrison durch einen Wachmann, an dem er mit Handschellen gefesselt ist, in einen Gerichtssaal geführt. Dann zeigt das Video Harrison in dem Gerichtssaal zusammen mit Freunden, verkleidet als Geschworene, Gerichtsvollzieher und Verteidigern. Schlagzeuger Jim Keltner tritt als Richter auf und Ron Wood, verkleidet als Frau, ahmt Idles Falsettworte nach. Harrisons Freundin und spätere Ehefrau, Olivia Arias, ist eine der Geschworenen.

## Veröffentlichung
- Die Single This Song / Learning How to Love You erschien am 15. November 1976 in den USA[3] und am 19. November 1976 in Großbritannien.[4] Es ist die erste Singleauskopplung aus dem Album Thirty Three & 1/3. Die Singleversion von This Song wurde gekürzt.
- Am 19. November 1976 erschien in Großbritannien und am 22. November in den USA das Album Thirty Three & 1/3 auf dem sich auch This Song befindet.

## Chartplatzierungen
Die Single erreicht Platz 25 der US-amerikanischen Single-Charts.

## Coverversionen
Es gibt keine bekannte Coverversionen von This Song.